# Técnica construtiva
Uma técnica construtiva, estudada por arquitetos e engenheiros civis, trata-se de um conceito praticado em obras, que determina de que modo tal tarefa será executada. Cada técnica possui seu modus operandi, que geralmente é analisado e escolhido na fase projetual, cabendo ao incorporador a execução da mesma em seu setor específico dentro da construção.
São encontradas técnicas construtivas nos seguintes períodos de uma construção:
- A estrutura em si, que pode ser autoportante, por exemplo;
- Terraplenagem;
- Fundação e contrapiso;
- Argamassa;
- Fechamento da estrutura, como alvenaria, concreto, "enxaimel", pedra, etc.;
- Tipos de coberturas (telhado, laje, etc.);
- Esquadrias e ferragens;
- Revestimentos, forros e detalhes de acabamento;
- Pisos, que podem ser cerâmicos, de madeira, de concreto revestido — carpete, laminado —, entre outros;
- Elevadores, lareiras e churrasqueiras;
- Arquitetura sustentável;
- Reforços de estrutura, como vigas e pilares;
- Impermeabilização